# Панкратово
Панкра́тово (рос. Панкратово) — присілок у складі Грязовецького району Вологодської області, Росія. Входить до складу Сидоровського сільського поселення.

## Населення
Населення — 26 осіб (2010; 53 у 2002).
Національний склад (станом на 2002 рік):
- росіяни — 98 %